# Tahj Mowry
Tahj Dayton Mowry (Honolulú, Hawái, 17 de mayo de 1986) es un actor y cantante estadounidense. Jugó al fútbol americano en el equipo universitario de la Universidad secundaria de Westlake en California. También estuvo en la Universidad de Pepperdine.

## Biografía
Tahj Mowry nació y vivió en Hawái, hijo de Darlene Renee, la cual maneja las carreras de sus hijos, y Timothy Mowry, un oficial de policía en California. Su madre es afro-estadounidense y su padre es ítalo-estadounidense; los dos se encontraron durante la Universidad secundaria en Miami y más adelante ambos se alistaron como suboficiales militares. Tahj Mowry es el hermano menor de las gemelas Tia y Tamera Mowry y el hermano mayor de Tavior Mowry.

## Carrera
Tajh Mowry empezó su carrera en Chico Listo y también apareció en las películas de Disney Channel Hounded y The Poof Point. Tuvo un papel de huésped en la serie de Disney Channel The Suite Life of Zack and Cody y en un episodio de Star Trek: Voyager. Tahj Mowry realiza la voz de Wade en la serie animada Kim Possible, también de Disney Channel.

## Filmografía
| 2012—2017 | Baby Daddy                                                   | Tucker Dobbs         |  |
| 2007      | Desperate Housewives                                         | …. Matt              |  |
| 2007      | Una casa patas arriba                                        | Danny Pulu           |  |
| 2006      | El juego: “No hay lugar como el hogar”                       | Cameron Barnett      |  |
| 2006      | Zack y Cody: Gemelos en Acción )….                           | Brandon              |  |
| 2005      | Kim Possible: Tan el drama                                   | (voz)                |  |
| 2005      | Barney y sus amigos: Buzby, la abeja que comportarse mal (v) | (voz)                |  |
| 2004      | Barnie y amigos: Webster la araña de Scaredy                 | (voz)                |  |
| 2003      | Kim Possible: Un Sitch a tiempo                              | (voz)                |  |
| 2003      | Kim Possible: El secreto archiva                             | (la voz)             |  |
| 2001      | Perseguido                                                   |                      |  |
| 2001      | El punto del Poof                                            | el hermano de Sydney |  |
| 2000      | Vuelta a los diecisiete                                      | (Willie)             |  |
| 1999      | Cosas de Hermanas                                            | como primo Tahj      |  |
| 1999      | Le deseamos una Feliz Navidad                                |                      |  |
| 1997      | Chico Listo                                                  | T.J. Henderson       |  |
| 1996      | Star Trek: Viajero: “Inocencia”                              |                      |  |
| 1994      | Friends (1 episodio)                                         | Crio                 |  |
| 1991      | Full House                                                   | Teddy                |  |
|           |                                                              |                      |  |
| 2001      |                                                              |                      |  |
|           |                                                              |                      |  |
|           |                                                              |                      |  |